# Xã Carlisle, Quận Lonoke, Arkansas
Xã Carlisle (tiếng Anh: Carlisle Township) là một xã thuộc quận Lonoke, tiểu bang Arkansas, Hoa Kỳ. Năm 2010, dân số của xã này là 2.620 người.